# Antoniwka (hromada Czarny Ostrów)
Antoniwka (ukr. Антонівка) – wieś na Ukrainie, w obwodzie chmielnickim, w rejonie chmielnickim, w hromadzie Czarny Ostrów. W 2001 liczyła 564 mieszkańców, spośród których 547 wskazało jako ojczysty język ukraiński, 14 rosyjski, 1 mołdawski, 1 białoruski, a 1 gagauski.